# Saison 5 de Power
Chronologie
Saison 4 Saison 6
Cet article présente le guide des épisodes de la cinquième saison de la série télévisée américaine Power.

## Généralités
- Aux États-Unis, cette saison est diffusée depuis le 1er juillet 2018 sur Starz.
- Au Canada, elle est diffusée en simultané sur Super Channel.
- En France, elle est diffusée en version multilingue depuis le 2 juillet 2018 sur OCS Choc.

## Distribution

### Acteurs principaux
- Omari Hardwick (VF : Michelangelo Marchese) : James « Ghost » St. Patrick
- Lela Loren (VF : Sandrine Henry) : Angela Valdez
- Naturi Naughton (VF : Cécile Florin) : Tasha St. Patrick
- Joseph Sikora (VF : Simon Duprez) : Tommy Egan
- Adam Huss (en) (VF : Sébastien Hébrant) : Josh Kantos
- Shane Johnson (en) : Cooper Saxe
- Rotimi : Dre
- 50 Cent : Kanan
- Jerry Ferrara : Joe Proctor
- Michael Rainey Jr. : Tariq St. Patrick
- Alani « La La » Anthony : LaKeisha
- Matt Cedeño : Cristobal
- Sung Kang : John Mak
- Brandon Victor Dixon : Terry Silver
- Andrea Rachel-Parker : Destiny
- Larenz Tate : Councilman Rashad Tate

## Épisodes

### Épisode 1:Tout le monde est impliqué
- États-Unis /  Canada : 1er juillet 2018 sur Starz[1] / Super Channel
- France : 2 juillet 2018 sur OCS Choc

- États-Unis : 1,55 million de téléspectateurs[2] (première diffusion)

### Épisode 2:Une bataille
- États-Unis /  Canada : 8 juillet 2018 sur Starz / Super Channel
- France : 9 juillet 2018 sur OCS Choc

- États-Unis : 700 000 téléspectateurs[3] (première diffusion)

### Épisode 3:On la joue en équipe?
- États-Unis /  Canada : 15 juillet 2018 sur Starz / Super Channel
- France : 16 juillet 2018 sur OCS Choc

- États-Unis : 1,50 million de téléspectateurs[4] (première diffusion)

### Épisode 4:Secondes Chances
- États-Unis /  Canada : 22 juillet 2018 sur Starz / Super Channel
- France : 23 juillet 2018 sur OCS Choc

- États-Unis : 1,36 million de téléspectateurs[5] (première diffusion)

### Épisode 5:Bon anniversaire
- États-Unis /  Canada : 29 juillet 2018 sur Starz / Super Channel
- France : 30 juillet 2018 sur OCS Choc

- États-Unis : 1,35 million de téléspectateurs[6] (première diffusion)

### Épisode 6:Un meilleur homme
- États-Unis /  Canada : 5 août 2018 sur Starz / Super Channel
- France : 6 août 2018 sur OCS Choc

- États-Unis : 1,33 million de téléspectateurs[7] (première diffusion)

### Épisode 7:Le Diable en personne
- États-Unis /  Canada : 12 août 2018 sur Starz / Super Channel
- France : 13 août 2018 sur OCS Choc

- États-Unis : 1,41 million de téléspectateurs[8] (première diffusion)

### Épisode 8:Un ami de la famille
- États-Unis /  Canada : 26 août 2018 sur Starz / Super Channel
- France : 27 août 2018 sur OCS Choc

### Épisode 9:Il y a une balance parmi nous
- États-Unis /  Canada : 2 septembre 2018 sur Starz / Super Channel
- France : 3 septembre 2018 sur OCS Choc

### Épisode 10:Quand tout sera fini
- États-Unis /  Canada : 9 septembre 2018 sur Starz / Super Channel
- France : 10 septembre 2018 sur OCS Choc